# 榄核涌
榄核涌，位于中国广东省广州市南沙区西北部榄核镇（旧属番禺区）境内，属于沙湾水道的一条汊流，北起自榄核镇张松村委会以北的磨碟头，接沙湾水道，蜿蜒向东南，至沙角村委会东南沙角尾与蕉门水道相通。全长24千米。干流沿岸有湴湄村、合沙村、大生村、子沙村、雁沙村等村委会。榄核涌内淡水主要依受西江、北江来水控制，在干旱少雨季节，深受咸潮威胁。